# Cytospora metrosideri
Cytospora metrosideri är en svampart som beskrevs av Ludwig Rabenhorst 1878. Cytospora metrosideri ingår i släktet Cytospora och familjen Valsaceae.   Inga underarter finns listade i Catalogue of Life.